# رئيس دولة بنغلاديش
رئيس بنغلاديش رسميًا رئيس جمهورية بنغلاديش الشعبية، هو رئيس دولة بنغلاديش والقائد الأعلى للقوات المسلحة البنغلاديشية. لقد تغير دور الرئيس ثلاث مرات منذ أن حصلت بنغلاديش على استقلالها في عام 1971. قد تم منح الرؤساء السلطة التنفيذية في عام 1991، ومع استعادة الحكومة المنتخبة ديمقراطياً، اعتمدت بنغلاديش نظاماً ديمقراطياً برلمانياً يعتمد على نظام وستمنستر. أصبح الرئيس الآن منصبًا شرفيًا إلى حد كبير يتم انتخابه من قبل البرلمان.
في عام 1996، أقر البرلمان قوانين جديدة تعزز السلطات التنفيذية للرئيس، كما هو منصوص عليه في الدستور، بعد حل البرلمان. يقيم الرئيس في بانجابهابان، وهو مكتبه ومقر إقامته. يتم انتخاب الرئيس من قبل 350 عضوًا في البرلمان في اقتراع مفتوح، وبالتالي يمثل عمومًا الحزب الأغلبية في الهيئة التشريعية. يستمر في شغل منصبه بعد انتهاء فترة ولايته التي تبلغ خمس سنوات حتى يتم انتخاب خليفة له للرئاسة.
محمد شهاب الدين هو الرئيس الحالي، وقد انتخب دون معارضة في 13 فبراير 2023. وتولى منصبه لمدة خمس سنوات يوم الاثنين الموافق 24 أبريل 2023.

## الصلاحيات والواجبات
في الوقت الحالي، على الرغم من أن منصب الرئيس يتمتع بأهمية قانونية، إلا أن صلاحياته الفعلية هي في الغالب شكلية. يسمح الدستور للرئيس بالتصرف فقط بناءً على نصيحة رئيس الوزراء وحكومته.

### صلاحيات التعيين
جوز للرئيس تعيين الأشخاص التاليين في مناصبهم:
- بموجب المادة 56 (2) فإن رئيس الوزراء وحكومته، بشرط أن يكون رئيس الوزراء عضواً في مجلس النواب ويحظى بثقة أغلبية أعضاء المجلس. ويجوز للرئيس أيضًا إقالة أحد أعضاء الحكومة بناءً على طلب رئيس الوزراء.
- بموجب المادة 95 رئيس المحكمة وقضاة المحكمة الآخرون.
- بموجب المادة 118، تتكون لجنة الانتخابات في بنغلاديش ، بما في ذلك رئيسها.

### امتياز الرحمة
يتمتع الرئيس بامتياز الرحمة بموجب المادة 49 من الدستور، التي تسمح له بمنح العفو لأي شخص، متجاوزًا أي حكم قضائي في بنغلاديش.

### السلطات التشريعية
بموجب المادة 80، يستطيع الرئيس رفض الموافقة على أي مشروع قانون أقره البرلمان، وإعادته للمراجعة. لا يتم إقرار مشروع القانون إلا بعد موافقة الرئيس عليه. لكن عندما يتم تمرير مشروع القانون مرة أخرى من قبل البرلمان، إذا فشل الرئيس مرة أخرى أو رفض الموافقة على مشروع القانون، بعد فترة معينة من الأيام، فإن مشروع القانون سوف يتحول تلقائيا إلى قانون وسيتم اعتباره معتمدا من قبل الرئيس.

### المستشار في الجامعات
المستشار هو منصب اسمي في الجامعات في بنغلاديش، يشغله دائمًا الرئيس الحالي لبنغلاديش بموجب قانون الجامعات الخاصة لعام 1992. لم يتم تحديد منصب الرئيس في الجامعات الحكومية بموجب أي قوانين أو تشريعات (نظرًا لأن إنشاء جامعة حكومية في بنغلاديش يتطلب تمرير قانون في حد ذاته)، ولكن كان من المعتاد حتى الآن تسمية الرئيس الحالي للبلاد كمستشار لجميع الجامعات الحكومية التي تم إنشاؤها على هذا النحو.

## عملية الاختيار

### الأهلية
ينص دستور بنجلاديش على المؤهلات الأساسية التي يجب أن تتوفر في الشخص ليكون مؤهلاً لمنصب الرئيس. لا يجوز لأي شخص أن يكون مؤهلاً للانتخاب كرئيس إذا كان:
- أقل من خمسة وثلاثين عامًا.
- لا يكون مؤهلاً للانتخاب كعضو في البرلمان.
- تم عزله من منصبه كرئيس بموجب الدستور.

### شروط الرئاسة
هناك شروط معينة، وفقا للمادة 27 من الدستور، تمنع أي مواطن مؤهل من خوض الانتخابات الرئاسية. الشروط هي:
- لا يجوز لأي شخص أن يتولى منصب الرئيس لأكثر من فترتين، سواء كانت الفترتين متتالية أم لا.
- لا يجوز للرئيس أن يكون عضواً في البرلمان، وإذا انتخب عضو في البرلمان رئيساً، فإنه يترك مقعده في البرلمان في اليوم الذي يتولى فيه منصبه كرئيس.

### عملية الانتخابات
عندما يصبح المنصب شاغراً، يتم اختيار الرئيس الجديد من قبل أعضاء البرلمان . على الرغم من أن الانتخابات الرئاسية تنطوي على تصويت فعلي من قبل أعضاء البرلمان ، فإنهم يميلون إلى التصويت للمرشح الذي تدعمه أحزابهم المعنية. يجوز عزل الرئيس ومن ثم عزله من منصبه بأغلبية ثلثي أصوات البرلمان.

### القسم أو التأكيد
يُطلب من الرئيس أن يؤدي ويوقع أمام رئيس مجلس النواب ، قسمًا أو إقرارًا بأنه سيحمي الدستور ويحافظ عليه ويدافع عنه على النحو التالي: 
أنا، (الاسم)، أقسم (أو أؤكد) رسميًا أنني سأقوم بإخلاص بواجبات منصب رئيس بنغلاديش وفقًا للقانون:أنني سأحمل الإيمان الحقيقي والولاء لبنغلاديش:
أنني سأحافظ على الدستور وأحميه وأدافع عنه:
وأنني سأفعل الصواب تجاه جميع أنواع الناس وفقًا للقانون، دون خوف أو محاباة أو مودة أو سوء نية "
— المادة 148، دستور بنغلاديش.

### الحصانة
يتمتع الرئيس بالحصانة عن جميع أفعاله بموجب المادة 51 من الدستور ولا يكون مسؤولاً أمام أي شخص عن أفعاله، ولا يمكن توجيه اتهامات جنائية إلى المحكمة ضده. الاستثناء الوحيد لهذه الحصانة هو إذا سعى البرلمان إلى عزل الرئيس .

### خلافة
تنص المادة 54 من دستور بنغلاديش على خلافة الرئيس. كما ينص على أنه في حالة الغياب بسبب المرض أو لأسباب أخرى، فإن رئيس مجلس النواب سوف يتولى منصب رئيس بنغلاديش حتى يستأنف الرئيس منصبه. تم استخدام هذه المادة أثناء تولي رئيس مجلس النواب جامير الدين سيركار منصب القائم بأعمال رئيس الدولة بعد استقالة الرئيس السابق أ.ك.م. بدر الدين شودري ، وعندما لم يتمكن الرئيس ظل الرحمن من أداء واجباته بسبب مرضه، ثم وفاته لاحقًا.
بما أن بنغلاديش هي دولة ذات نظام برلماني ، فهي لا تمتلك منصب نائب الرئيس. مع ذلك، خلال نظام الحكم الرئاسي، كان لدى بنغلاديش نائب رئيس يتولى دور الرئيس في غيابه؛ وقد تم إلغاء هذا المنصب بموجب التعديل الثاني عشر للدستور في عام 1991.

### الإزالة من المنصب
يمكن للرئيس أن يستقيل من منصبه عن طريق كتابة رسالة بخط اليد إلى رئيس مجلس النواب. يمكن أيضًا عزل الرئيس من قبل البرلمان. في حالة العزل، يجب على البرلمان أن يوجه اتهامات محددة إلى الرئيس، وأن يحقق فيها بنفسه، أو يحيلها إلى أي هيئة أخرى للتحقيق. سيكون للرئيس الحق في الدفاع عن نفسه. وبعد الإجراءات، يتم عزل الرئيس على الفور إذا صوت ثلثا أعضاء البرلمان لصالح ذلك، ويتولى رئيس مجلس النواب السلطة.

## المقرات الرئاسية والمكاتب
يقع المقر الرئاسي الرئيسي في بانجابان في دكا. يوجد أيضًا قصر رئاسي في أوتارا جانابهابان في منطقة ناتوري. 

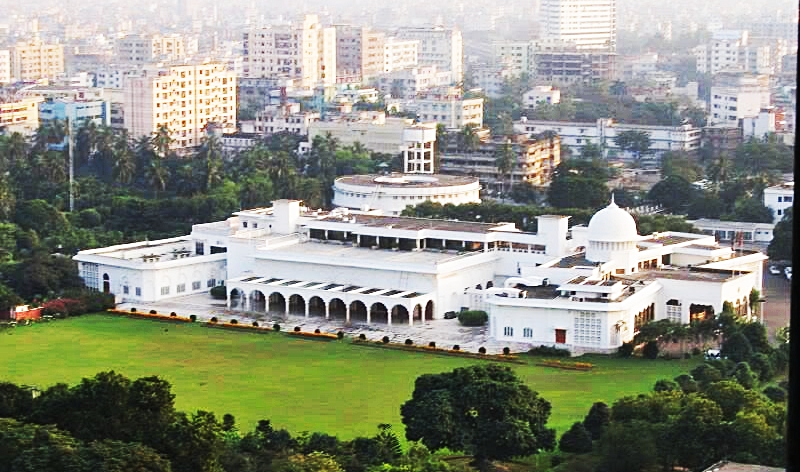
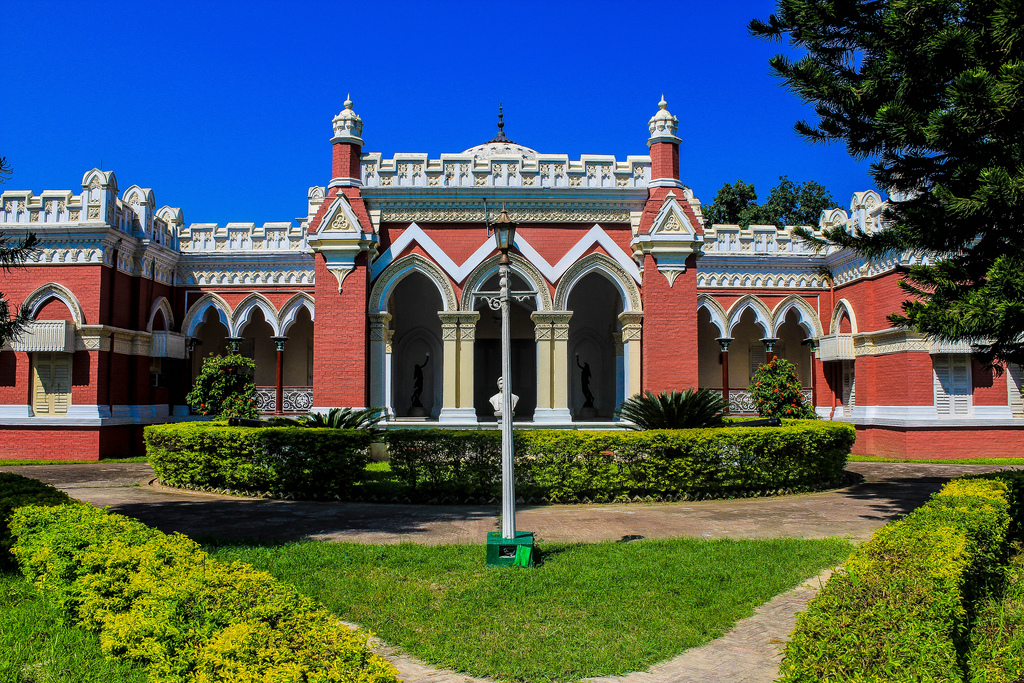
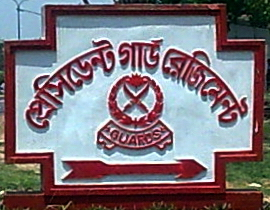
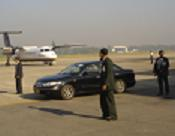

## تاريخ المكتب

### حرب الاستقلال والجمهورية البرلمانية (1971-1975)
في بداية حرب استقلال بنغلاديش في أبريل 1971، تم إنشاء كل من القوات البنغلاديشية، المعروفة باسم موكتي باهيني ، والحكومة المؤقتة لبنغلاديش، والمعروفة شعبيا باسم حكومة مجيب نجار . بعد مراسم أداء القسم التي أقيمت في مهربور ، كوشتيا، في أعقاب العملية العسكرية المناهضة للانفصال التي قادها يحيى خان في دكا، أنشأت الحكومة الأخيرة في المنفى مقرها في 8 شارع المسرح، في كلكتا، الهند.

### الشيخ مجيب الرحمن (رابطة عوامي)
كان الرئيس الشرعي لجماعة جيش تحرير بنغلاديش، وبالتالي أول رئيس لبنغلاديش، هو الشيخ مجيب الرحمن، الذي كان الزعيم الأكثر شعبية في النضال من أجل الاستقلال وتم سجنه بعد وقت قصير من إعلان الاستقلال، وكان نائب الرئيس والرئيس بالنيابة سيد نذر الإسلام ، وتاج الدين أحمد رئيسًا للوزراء. مع انعقاد الجمعية التأسيسية لبنجلاديش، والتي تشكلت من الأعضاء الباكستانيين الشرقيين المنتخبين في الانتخابات العامة الباكستانية عام 1970، بعد شهر من الحرب في 12 يناير 1972، قدم النظام البرلماني من خلال مرسوم رئاسي وترك منصبه لتولي منصب رئيس الوزراء. في ديسمبر/كانون الأول، في الذكرى الأولى لانتهاء الحرب، دخل الدستور الجديد للبلاد حيز التنفيذ، وأسس جمهورية برلمانية موحدة تعتمد على نظام وستمنستر البريطاني، ونقل جميع السلطات التنفيذية إلى رئيس الوزراء.
في وقت لاحق، بعد الانتخابات العامة في عام 1973، حيث حقق حزب مجيب، رابطة عوامي، فوزًا ساحقًا متوقعًا متغلبًا على المعارضة (ليس فقط بسبب ترهيب المرشحين وملء صناديق الاقتراع من قبل زعماء الحزب الحاكم)  في يناير 1974، أجريت أول انتخابات رئاسية، تم انتخاب محمد محمد الله ، الذي حل محل خليفة مجيب، أبو سعيد شودري، كرئيس بالإنابة بعد استقالة الأخير، بشكل غير مباشر دون منافسة، وأدى اليمين الدستورية كرئيس فخري للدولة.
عتبر مجيب على نطاق واسع مؤسس بنغلاديش ويُعتبر "أبو الأمة" في البلاد. يُشار إليه شعبياً باللقب الفخري "صديق البنغال". قد قدم السياسة الحكومية لبنغلاديش وفقًا لأربعة مبادئ أساسية: القومية والعلمانية والديمقراطية والاشتراكية. قام بتأميم مئات الصناعات والشركات، فضلاً عن الأراضي ورؤوس الأموال المهجورة، وبدأ إصلاحًا زراعيًا يهدف إلى مساعدة ملايين المزارعين الفقراء. قد تم إطلاق جهود كبيرة لإعادة تأهيل ما يقدر بنحو 10 ملايين لاجئ. كما استعرض برامج الدولة لتوسيع نطاق التعليم الأساسي والصرف الصحي والغذاء والرعاية الصحية والمياه والكهرباء في جميع أنحاء البلاد. في عام 1973، تم إطلاق خطة خمسية ركزت استثمارات الدولة على الزراعة والبنية الأساسية الريفية والصناعات المنزلية.
بعد أن حصلت بنغلاديش على اعتراف معظم البلدان، ساعد مجيب بنجلاديش على الانضمام إلى الأمم المتحدة وحركة عدم الانحياز. سافر إلى الولايات المتحدة والمملكة المتحدة ودول أوروبية أخرى للحصول على مساعدات إنسانية وتنموية للأمة. وقع معاهدة صداقة مع الهند، التي تعهدت بتقديم مساعدات اقتصادية وإنسانية واسعة النطاق، وبدأت في تدريب قوات الأمن وموظفي الحكومة في بنغلاديش. لكن رئاسة مجيب للحكومة واجهت تحديات خطيرة، شملت إعادة تأهيل ملايين النازحين في عام 1971، وتنظيم إمدادات الغذاء والمساعدات الصحية وغيرها من الضروريات. لم تتلاشى آثار الإعصار الذي ضرب الولاية عام 1970، وتدهور اقتصاد الولاية بشكل كبير بسبب الصراع. من الناحية الاقتصادية، أدى برنامج التأميم الضخم والتخطيط الاشتراكي الذي طبقه مجيب إلى معاناة الاقتصاد.
بحلول نهاية العام، وصل آلاف البنغاليين من باكستان، وهاجر آلاف غير البنغاليين إلى باكستان، ومع ذلك ظل آلاف آخرون في مخيمات اللاجئين. أقام مجيب الرحمن صداقة وثيقة مع إنديرا غاندي، وأشاد بقوة بقرار الهند بالتدخل، وأعرب عن إعجابه وصداقته للهند. في أعقاب المجاعة التي حدثت عام 1974، تزايد الاستياء من حكومته.

### النظام الرئاسي والدولة الحزبية الاستبدادية (1975)
في 28 ديسمبر 1974، أعلن مجيب حالة الطوارئ بسبب الانتقادات الشديدة من المعارضة ووسائل الإعلام والقلق بشأن احتمالات فوز رابطة عوامي في الانتخابات التالية. في الشهر التالي، أعلن صراحة أنه يؤيد الرأي القائل بأن النظام البرلماني قد فشل في البلاد، وطلب من المشرعين تعديل الدستور لإحياء النظام الرئاسي من أجل إدارة حالات الطوارئ في البلاد بشكل أفضل. بعد توليه الرئاسة مرة أخرى، انتقد مجيب الديمقراطية الليبرالية "الحرة" وأسس دولة الحزب الواحد الاستبدادية مع حزب رابطة عوامي البنجلاديشية الاشتراكي القوي كحزب وطني وهو رئيس غير منتخب وزعيم أعلى غير معارض مدى الحياة. كما حظر جميع الأحزاب والأنشطة السياسية الأخرى، مع تقييد حرية التعبير والصحافة بشكل حاد.
مع ذلك، فقد أشار مجيب إلى هذه التغييرات باعتبارها "الثورة الثانية". إن جمع كل السياسيين تحت حزب وطني واحد من أجل وحدة البلاد خلال فترة حرجة على ما يبدو، كان بمثابة تشابه مع حزب الاتحاد الوطني الذي أسسه أبراهام لينكولن خلال ذروة الحرب الأهلية الأمريكية . ألزم الحزب الجديد جميع أعضاء البرلمان والحكومة والجمعيات والهيئات شبه المستقلة بالانضمام إليه، كما قام بترهيب المعارضة للنظام ومعاقبتها بعنف أو القضاء عليها باستخدام جاتيا راكي باهيني، "قوة الدفاع الوطني" شبه العسكرية والجناح المسلح للحزب الحاكم.

### المجالس العسكرية والرئاسات الديمقراطية (1975-1991)
بعد فترة وجيزة، انضم بعض المقربين من مجيب الرحمن، الذين كانوا وزراء ومساعدين، إلى مؤامرة اغتيال خطط لها الجيش البنغلاديشي. في 15 أغسطس 1975، اغتيل مجيب في انقلاب عسكري على يد بعض ضباط الجيش من ذوي الرتب المتوسطة،  وتم استبداله بأحد زملائه القدامى وأعضاء مجلس الوزراء الذي كان في منافسة بيروقراطية مريرة مع الموالين له، خوندكر مصطفي أحمد. بعد ذلك مباشرة، تم إعلان الأحكام العرفية في البلاد.
بمجرد توليه الرئاسة، إلى جانب استبدال الشعار الوطني (تحيا البنغال)، وهو صرخة القومية البنغالية بشعار (حب تحيا بنغلاديش) الذي يدعو إلى القومية البنغالية بدلاً من ذلك، استبدل مصطفي رؤساء القوات المسلحة الثلاثة برؤساء كبار في الترتيب لضمان عدم وجود موالين لمجيب في الجيش. كما أصدر مرسوم العفو الذي منح الحصانة من الملاحقة القضائية لقتلة مجيب. لكن بعد بضعة أشهر فقط، في الثالث من نوفمبر، واجه نظامه انقلابًا غير دموي شنه ضباط موالون لمجيب بقيادة العميد خالد مشرف في محاولة للإطاحة بمصطفى والقتلة العسكريين الذين يدعمون حكومته. في الليل، ومن المفترض أنه بناء على أوامر مصطفي، نفذ بعض ضباط الجيش سراً عملية قتل السجين سيد نذر الإسلام، وتاج الدين أحمد، وأبو الحسنات محمد قمر الزمان، ورئيس الوزراء الجديد محمد منصور علي. بعد إقالة مصطفى بعد ثلاثة أيام وتعليق المتطلب الدستوري الخاص بالانتخاب المباشر للرئيس ودور نائب الرئيس كرئيس بالإنابة من قبل مصطفى،  تم تعيين رئيس المحكمة العليا أبو السادات محمد صايم رئيسًا لما أصبح حكومة مؤقتة عسكرية. ومع ذلك، في اليوم التالي اندلعت انتفاضة شعبية بقيادة المقدم المتقاعد أبو طاهر، وانتهت بانقلاب آخر أدى إلى مقتل العديد من الجنرالات العسكريين، بما في ذلك مشرف. مع وفاة مشرف، تولى صايم منصب كبير الإداريين العسكريين. قام صايم بحل البرلمان وحدد موعدًا للانتخابات العامة في فبراير 1977 في خطاب رئاسي موجه إلى الأمة، لكنه أرجأها إلى أجل غير مسمى في نوفمبر 1976. حُكم على مصطفي أحمد بالسجن لمدة خمس سنوات بتهمة الفساد وإساءة استخدام السلطة.

### ضياء الرحمن (حزب بنغلاديش الوطني)
اللواء ضياء الرحمن، بطل الحرب الشهير الذي وُضع تحت الإقامة الجبرية بتهمة المشاركة في مؤامرة اغتيال مجيب (ربما بسبب كونه من بين رؤساء القوات المسلحة الذين تمت ترقيتهم من قبل مصطفي)، ظهر في المشهد السياسي عندما أعيد إلى منصب رئيس أركان الجيش بعد الانتفاضة. مع الوضع المزري الذي تعيشه البلاد وانعدام الاستقرار والأمن، تمت ترقيته من أحد نواب صايم إلى رئيس المجلس العسكري الانتقالي في نوفمبر 1976.
مع تولي الموالين العسكريين لضياء إدارة الدولة من الخلف، سعى في البداية بصفته نائباً لزعيم الحزب الشيوعي الماليزي إلى تنشيط السياسة والإدارة الحكومية. في 21 أبريل 1977، عندما تقاعد صايم لأسباب صحية، تولى ضياء الرئاسة بالإنابة دون وجود نائب للرئيس. تم إضفاء الشرعية على الرئاسة بعد 40 يومًا من خلال استفتاء الثقة الوطني. أخيرًا، في الانتخابات الرئاسية في العام التالي ، أصبحت ضياء أول رئيسة منتخبة بشكل مباشر. وأزالت حكومته القيود المتبقية على الأحزاب السياسية وشجعت جميع أحزاب المعارضة على المشاركة في الانتخابات العامة المقبلة مع إدخال الجنرالات العسكريين إلى السياسة. تنافس أكثر من 30 حزباً في الانتخابات العامة عام 1979، وبفضل الدعم الشعبي الهائل، حقق حزب ضياء القومي البنجلاديشي أغلبية حزبية منفردة. بعد الانتخابات التي جرت في فبراير، أُعلن رفع الأحكام العرفية في 6 أبريل، وتم تشكيل البرلمان الثاني بعد 9 أيام.

### الابتعاد عن الدولة العلمانية والقومية الليبرالية
تحرك ضياء لقيادة الأمة في اتجاه جديد، مختلف بشكل كبير عن أيديولوجية وأجندة البرلمان الأول في بنغلاديش. أصدر مرسوماً يقضي بتعديل الدستور، واستبدال العلمانية بزيادة إيمان الشعب بخالقه، متبعاً نفس التكتيكات التي استخدمت في باكستان في عهد أيوب خان لإقامة حكم عسكري على الحكم الديمقراطي المدني في نظام الحكم. وأدخل في المقدمة التحية " بسم الله الرحمن الرحيم ". وفي المادة 8(1) و8(1أ) تمت إضافة عبارة "الثقة المطلقة والإيمان بالله تعالى"، لتحل محل الالتزام بالعلمانية. قد أعيد تعريف الاشتراكية على أنها "عدالة اقتصادية واجتماعية". في المادة 25(2)، قدم ضياء المبدأ الذي ينص على أن "الدولة يجب أن تسعى إلى تعزيز العلاقات الأخوية بين الدول الإسلامية والحفاظ عليها وتعزيزها على أساس التضامن الإسلامي". قد أعادت تعديلات ضياء على الدستور تعريف طبيعة الجمهورية من العلمانية التي وضعها الشيخ مجيب وأنصاره. تم تقديم التعليم الديني الإسلامي كمادة إلزامية في المدارس البنجلاديشية، مع إتاحة الفرصة للطلاب غير المسلمين لتعلم دياناتهم الخاصة.
في خطاباته العامة والسياسات التي صاغها، بدأ ضياء في شرح "القومية البنغلاديشية"، على النقيض من تأكيد مجيب على القومية الليبرالية التي تؤكد على تحرير البنغاليين من النظام الاستبدادي في باكستان. وأكد ضياء على الدور الوطني للإسلام (كما يمارسه غالبية البنغاليين). بزعم تعزيز الهوية الوطنية الشاملة، سعى ضياء إلى التواصل مع الأقليات غير البنغالية مثل السانتال والغارو والمانيبوريين والتشاكما، فضلاً عن الشعوب الناطقة باللغة الأردية من أصل بيهاري . مع ذلك، كانت العديد من هذه المجموعات ذات أغلبية هندوسية وبوذية، وقد انفصلت عنها بسبب ترويج ضياء للإسلام السياسي. وفي محاولة لتعزيز الاستيعاب الثقافي والتنمية الاقتصادية، عين ضياء لجنة تنمية مناطق تلال شيتاغونغ في عام 1976، لكنه قاوم إجراء حوار سياسي مع ممثلي القبائل الجبلية بشأن قضية الحكم الذاتي والحفاظ على الذات الثقافية. في 2 يوليو 1977، نظم ضياء الرحمن مؤتمرا قبليا لتعزيز الحوار بين الحكومة والجماعات القبلية. مع ذلك، ظلت معظم القضايا الثقافية والسياسية دون حل، ووقعت حوادث متقطعة من العنف والتشدد بين الطوائف طوال فترة حكم ضياء.

### الإصلاحات والعلاقات الدولية
ومن بين الإشارات البارزة إلى فترة حكم ضياء الرحمن كرئيس إصلاحات جذرية في البنية التحتية للبلاد والدبلوماسية. لقد أشار الرئيس ضياء بنجاح إلى الأسباب التي يمكن أن تكون حاسمة بشكل فعال وحصري لتنمية بنغلاديش، وقد شملت إصلاحاته البنية التحتية السياسية والاقتصادية والزراعية والعسكرية في بنغلاديش. وتستحق عملية إعادة تنظيم العلاقات الدولية في بنغلاديش الذكر بشكل خاص لأنها كانت ذات تأثير فعال على كل من الاقتصاد والسياسة. لقد نجح في إخراج بنغلاديش من الكتلة الهندية السوفيتية، وأمسك بخيوط التباعد لوضع حد للتدهور التدريجي للعلاقات بين بنغلاديش والعالم الغربي. أولى ضياء اهتمامها للقوة العظمى الشرقية الأخرى الصين التي ساعدت بنغلاديش لاحقًا بشكل كبير على التعافي من النكسات الاقتصادية وإثراء ترسانة قواتها المسلحة.
كان أبرز ما قام به ضياء الحق من إصلاحات دبلوماسية هو إقامة علاقات مع العالم الإسلامي وكذلك مع الشرق الأوسط. إن الاستقدام الحالي للعمال المهاجرين البنجلاديشيين إلى دول الشرق الأوسط هو نتيجة مباشرة لجهود ضياء التي بذلها لتطوير علاقة طويلة الأمد مع القيادات الإسلامية في العالم . كان الغرض من العلاقات مع الشرق الأوسط اقتصاديا إلى حد كبير في حين أن التحسن السريع في العلاقات مع الصين كان يهدف بشكل خاص إلى التقدم السريع للقوات المسلحة في البلاد. من خلال دراسة العلاقات الدولية لضياء يمكن القول إن الاهتمام بالجارة الأكبر الهند تم تجاهله إلى حد كبير. ولكن تبين أن ضياء الدين يركز بشدة على التعاون الإقليمي، وخاصة في جنوب آسيا . لقد أصبح ذلك واضحا بعد أن بادرت ضياء إلى تأسيس رابطة جنوب آسيا للتعاون الإقليمي . تحقق حلم ضياء في إشراك بنغلاديش في تعاون إقليمي قوي بعد أربع سنوات من اغتياله عندما تأسست رابطة جنوب آسيا للتعاون الإقليمي في 8 ديسمبر/كانون الأول 1985، حيث لعبت السلطة البنغلاديشية آنذاك دوراً رئيسياً.

## اغتيال ضياء الرحمن
في عام 1981، اغتيل ضياء الحق على يد بعض العناصر العسكرية التي كانت غير راضية عن أساليبه غير التقليدية في إدارة العديد من شؤون الدولة بما في ذلك الجيش. أدى نائب الرئيس القاضي عبد الستار اليمين الدستورية كرئيس بالإنابة. وأعلن حالة طوارئ وطنية جديدة ودعا إلى إجراء انتخابات خلال ستة أشهر. انتخب ستار رئيسا وفاز. لكن ستار لم يكن فعالاً، وتولى رئيس أركان الجيش الفريق أول إرشاد السلطة في انقلاب غير دموي في مارس/آذار 1982.

### حسين محمد إرشاد (حزب جاتيا)
على غرار أسلافه، حل إرشاد البرلمان، وأعلن الأحكام العرفية، وتولى منصب رئيس المجلس العسكري الانتقالي، وعلق العمل بالدستور، وحظر النشاط السياسي. أكد إرشاد على سياسة بنغلاديش الخارجية المعتدلة وغير المنحازة. في ديسمبر 1983، تولى الرئاسة. على مدى الأشهر التالية، سعى إرشاد إلى إيجاد صيغة لإجراء الانتخابات مع التعامل مع التهديدات المحتملة للنظام العام. في الأول من يناير1986، أعيدت الحقوق السياسية كاملة، بما في ذلك الحق في تنظيم التجمعات العامة الكبيرة. في الوقت نفسه، تم تأسيس حزب جاتيو (الشعب)، الذي تم تصميمه كوسيلة سياسية لإرشاد للانتقال من الأحكام العرفية. استقال إرشاد من منصبه كرئيس لأركان الجيش، وتقاعد من الخدمة العسكرية، وانتخب رئيسًا في أكتوبر 1986. (رفض كل من الحزب الوطني البريطاني وحزب رابطة عوامي تقديم مرشح معارض).
في يوليو 1987، اتحدت أحزاب المعارضة لأول مرة في معارضة سياسات الحكومة. أعلن إرشاد حالة الطوارئ في نوفمبر، وحل البرلمان في ديسمبر، وحدد موعدا لإجراء انتخابات برلمانية جديدة في مارس 1988. رفضت كافة أحزاب المعارضة الرئيسية المشاركة. فاز حزب ارشاد بـ 251 مقعدًا من أصل 300 مقعد؛ وتقاسمت ثلاثة أحزاب سياسية أخرى شاركت في الانتخابات، فضلاً عن عدد من المرشحين المستقلين، المقاعد المتبقية. وقد أقر هذا البرلمان عددا كبيرا من مشاريع القوانين، بما في ذلك تعديل مثير للجدل يجعل الإسلام دين الدولة.
بحلول منتصف عام 1990، تصاعدت المعارضة لحكم إرشاد. تميزت شهري نوفمبر وديسمبر 1990 بالإضرابات العامة، وزيادة الاحتجاجات في الحرم الجامعي، والتجمعات العامة، وتفكك القانون والنظام بشكل عام. استقال ارشاد في ديسمبر 1990. في أعقاب استقالته، تم تشكيل حكومة مؤقتة مع تعيين رئيس المحكمة العليا شهاب الدين أحمد رئيسًا بالوكالة. أجرى انتخابات عامة في فبراي 1991، فاز فيها الحزب الوطني البنغلاديشي بقيادة أرملة ضياء الرحمن خالدة ضياء بأكبر عدد من المقاعد، على الرغم من أنه كان يحتاج إلى 11 مقعداً لتحقيق الأغلبية، كما أجرى استفتاءً دستورياً في سبتمبر، والذي وضع موضع التنفيذ التعديل الدستوري لاستعادة النظام البرلماني ونقل كل السلطة التنفيذية من الرئيس إلى رئيس الوزراء.

## استعادة النظام البرلماني (1991-حتى الآن)
تم العودة إلى النظام البرلماني الديمقراطي في عام 1991 عندما أصبحت خالدة ضياء أول رئيسة وزراء لبنغلاديش من خلال الانتخابات البرلمانية. الرئيس هو رئيس الدولة ، وهو منصب شرفى إلى حد كبير ينتخبه البرلمان. مع ذلك، فقد توسعت صلاحيات الرئيس بشكل كبير خلال فترة حكومة تصريف الأعمال، المسؤولة عن إجراء الانتخابات ونقل السلطة. يجب أن يكون موظفو الحكومة المؤقتة غير حزبيين ويتم منحهم ثلاثة أشهر لإكمال مهمتهم. إن هذا الترتيب الانتقالي هو ابتكار كانت بنجلاديش رائدة فيه في انتخاباتها عام 1991، ثم تم إضفاء الطابع المؤسسي عليه في عام 1996 من خلال التعديل الدستوري الثالث عشر.
في حكومة تصريف الأعمال، يتمتع الرئيس بسلطة السيطرة على وزارة الدفاع، وسلطة إعلان حالة الطوارئ، وسلطة إقالة المستشار الرئيسي وأعضاء آخرين في حكومة تصريف الأعمال. بمجرد إجراء الانتخابات وتشكيل حكومة وبرلمان جديدين، تعود سلطات الرئيس ومنصبه إلى دورهما الشرفي إلى حد كبير. ويجب تعيين المستشار الرئيسي والمستشارين الآخرين للحكومة المؤقتة في غضون 15 يومًا من انتهاء فترة البرلمان الحالي.